# Noor Inayat Khan
Noor Inayat Khan نور عنایت  خان‎ (Moscou, 1 de janeiro de 1914 – Campo de concentração de Dachau, 13 de setembro de 1944), nascida Noor-un-Nisa Inayat Khan, foi uma heroína da Segunda Guerra Mundial, espiã a serviço do Special Operations Executive (SOE) do Reino Unido.
Foi postumamente condecorada com a Cruz de Jorge, a maior condecoração civil do Reino Unido por serviços prestados. Como agente do SOE, tornou-se a primeira mulher operadora de telégrafo sem fio enviada para a França ocupada para auxiliar na resistência francesa durante a Segunda Guerra Mundial e também é a primeira heroína de guerra muçulmana do Reino Unido. Era também escritora, assinando com o pseudônimo de Nora Baker, tendo escrito um livro de contos infantis, chamado de Twenty Jātaka Tales.

## Biografia

### Família e primeiros anos
Noor Inayat Khan nasceu no monastério de Vusoko Petrovsky, em Moscou, a pouca distância do Kremlin, em 2 de janeiro de 1914. Era a mais velha entre quatro crianças e seus irmãos eram Vilayat (1916–2004), Hidayat (1917–2016) e Khair-un-Nisa (1919–2011). Seu pai era Hazrat Inayat Khan, originário de uma nobre família muçulmana da Índia e sua mãe, Pirani Ameena Begum, era americana, nascida em Albuquerque, New Mexico. Hazrat morava na Europa, lecionando e dando palestras, viajando o mundo praticando e falando a respeito do Sufismo. O casal se conheceu em uma das palestras de Hazrat em São Francisco.
Pouco após à eclosão da Primeira Guerra Mundial, em 1914, a família deixou a Rússia e se mudou para Londres, onde se estabeleceram em Bloomsbury e Inayat Khan estudou em Notting Hill. A família se mudaria seis anos depois, em 1920, para a França, estabelecendo-se em Suresnes, perto de Paris, em uma casa que foi ofertada por um benfeitor do movimento sufista. Após a morte repentina de seu pai em uma viagem à Índia, em 1927, Inayat se tornou responsável pela casa, pela mãe de luto e pelos irmãos mais novos. Enquanto criança e adolescente, era considerada uma menina bastante sensível, sonhadora, porém muito quieta. Mesmo com todas as responsabilidades, ela se graduou em Psicologia Infantil pela Sorbonne e em Música pelo Conservatório de Paris, sob orientação de Nadia Boulanger, com habilitação em piano e harpa.
Começou sua carreira como escritora de poesias e histórias infantis, tornando-se uma contribuidora regular de revistas para crianças e da rádio francesa. Seu livro de contos Twenty Jātaka Tales, inspirado no livro de tradição budista Jataka tales, foi publicado em Londres em 1939.
Com a eclosão da Segunda Guerra Mundial e a invasão das tropas alemãs, a família fugiu para Bordeaux e depois cruzou o canal para a Inglaterra, chegando em Falmouth, Cornualha, em 22 de junho de 1940.

## Serviço militar

### WAAF
Inayat cresceu em um lar de pacifistas, principalmente influenciada pelos ensinamentos sufistas do pai, que acreditava na resistência pacífica contra os britânicos na Índia. Mesmo assim, tanto Inayat quanto seu irmão Vilayat decidiram lutar contra a tirania do regime nazista:
| “ | Gostaria que alguns indianos ganhassem uma alta distinção militar nesta guerra. Se um ou dois pudessem fazer algo no lado aliado, que fosse muito corajoso e que todos admirassem, isso ajudaria a construir uma ponte entre os ingleses e os indianos. | ” |

Em novembro de 1940, Inayat ingressou no Women's Auxiliary Air Force (WAAF) e como aviadora de segunda classe foi treinada para ser operadora de telégrafo sem fio. De maneira a aliviar o tédio do trabalho com o telégrafo, ela se inscreveu para o treinamento na escola de bombardeio, em junho de 1941, também inscrevendo-se para a escola de oficiais.

### Special Operations Executive
Pouco depois, Inayat foi recrutada para a Seção F (francesa) do Special Operations Executive, serviço criado pelo primeiro-ministro Winston Churchill e pelo Ministro da Economia de Guerra, Hugh Dalton, em 22 de julho de 1940, cuja missão era encorajar e facilitar a espionagem e a sabotagem atrás das linhas inimigas, e servir como núcleo das Unidades Auxiliares. No começo de fevereiro de 1943, ela foi enviada para Wanborough Manor, em Surrey e enviada novamente para Aylesbury, onde passou por treinamento como operadora de telégrafo sem fio em território ocupado. Ela seria a primeira mulher a ser enviada em missão nesta função, enquanto as anteriores eram apenas mensageiras. Por ter sido treinada antes no serviço, ela rápida e precisa na função.

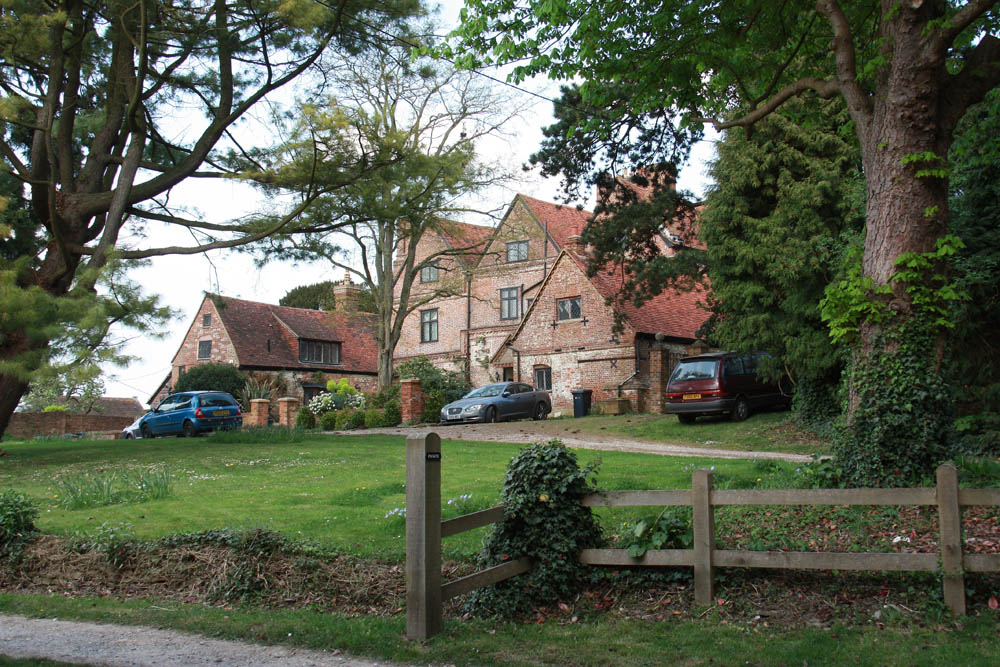
Wanborough Manor, perto de Surrey, local de treinamento de agentes

De Aylesbury, ela foi enviada até Beaulieu, onde o treinamento de segurança foi limitado a uma missão prática; no caso das operadoras de telégrafo, elas deviam achar um local na cidade de onde pudessem transmitir de volta para seus instrutores sem serem detectadas por um agente desconhecido que pudesse estar na escuta. O último e decisivo exercício era passar por um interrogatório da Gestapo, de forma a dar às agentes uma ideia do que as esperaria se fossem capturadas e de maneira a praticar sua história de fachada. Segundo o responsável pelo interrogatório de Inayat, ela parecia aterrorizada, tão apavorada que perdeu a voz, tremendo e suando. Em seus arquivos, havia uma observação que depreciava a inteligência de Inayat, sua personalidade temperamental e duvidavam que ela fosse adequada para o trabalho em campo. O chefe da Seção F, Maurice Buckmaster, fez uma anotação na margem: sem noção.
Seus superiores tinham opiniões variadas a seu respeito e sobre sua capacidade de sustentar uma identidade falsa. Além disso, seu treinamento estava incompleto, pois ela precisava de treinamento com operadores de telégrafo sem fio em campo. Suas qualidades quase infantis, especialmente sua gentileza e falta de firmeza foram uma grande preocupação para o SOE. Acreditavam que sob pressão, ela poderia entregar todo o serviço, nomes de colegas e os planos do SOE. Até mesmo a avaliação física foi desfavorável. Quando Inayat começou seu treinamento de campo, os relatórios a seu respeito começaram a melhorar. Quando suas aulas com codificação estavam apenas começando, ela foi julgada pronta para partir para o front.
Sua missão era perigosa. Mensageiras tinham um relativo sucesso em território inimigo, e assim decidiram usá-las como operadoras de telégrafo também, trabalho ainda mais perigoso, talvez o maior de todos. Sua função era manter ligação com o circuito em Londres, enviando e recebendo mensagens sobre planos de sabotagens ou sobre armamentos necessários para os soldados da resistência. Sem essa comunicação, era quase impossível traçar qualquer estratégia com a resistência. No entanto, as operações era extremamente vulneráveis, conforme a guerra prosseguia.
Escondendo-se como podiam, com antenas instaladas em sótãos ou disfarçadas como varais de pendurar roupa, elas transmitiam em código morse e aguardavam por horas por uma respostas, muitas vezes apenas um sinal de que a mensagem foi recebida. Se transmitiam por mais de 20 minutos, seus sinais poderiam ser interceptados pelos inimigos, que conseguiriam traçar a origem do sinal suspeito. Quando elas mudavam de local, o pesado transmissor precisava ser carregado, em geral escondido em malas ou em toras de madeira. Se fossem paradas para uma revista, a operadora não tinha nenhuma história de fachada para explicar a presença do transmissor. Em 1943, a expectativa de vida de um operador de telégrafo sem fio era de apenas seis semanas.

## Captura e prisão
Inayat foi delatada aos alemães, não se sabe por quem. Acredita-se que possa ter sido Henri Déricourt, oficial do SOE e ex-piloto da Força Aérea francesa, que suspeita-se trabalhava como agente duplo para a Sicherheitsdienst (SD) ou Renée Garry, irmão de Emile Henri Garry, agende da divisão de cinema e uma das articuladores da rede de Inayat. Emile seria mais tarde preso e executado no campo de concentração de Buchenwald, em setembro de 1944.
Em 13 de outubro de 1943, Inayat foi presa e interrogada no quarte-general da Sicherheitsdienst, em Paris. Neste período, ela tentou escapar duas vezes. Um agente da Sicherheitsdienst testemunhou que Inayat não deu nenhuma informação à Gestapo e sustentou a história de fachada veementemente. Mesmo assim, a SD encontrou seus cadernos, onde ela copiou todas as mensagens enviadas para a SOE, hábito derivado de um mal entendido em seu treinamento. Inayat se recusou a fornecer qualquer código secreto, mas os alemães tinham informações suficientes de seu caderno para enviar mensagens falsas, se passando por ela.

## Execução
Inayat foi subitamente transferida para o campo de concentração de Dachau depois de suas tentativas de fuga em 12 de setembro de 1944, junto de suas colegas de SOE Yolande Beekman, Madeleine Damerment e Eliane Plewman. E na manhã do dia seguinte, as quatro foram executadas com tiros na cabeça. Os corpos foram cremados e espalhados em uma vala comum no próprio campo.